# Mohamed Ahmed-Chamanga
 (août 2015).
Mohamed Ahmed-Chamanga est un linguiste, enseignant, chercheur et écrivain comorien né à Ouani (Nzwani (Anjouan)) en 1952. Il a notamment travaillé pour le développement et la reconnaissance de la culture comorienne, notamment à travers les contes. En 2006, il est candidat à l'élection présidentielle dans l'union des Comores. 

## Présentation
Après des études secondaires (interne au collège de Mutsamudu), Mohamed Ahmed-Chamanga, diplômé de swahili et d'arabe, se rend à Madagascar puis en France où il entreprend des études en linguistique. Il propose en 1976 une méthode de transcription du shikomori, commençant à rédiger des articles sur cette langue bantoue. Plus tard, il soutient une thèse intitulée « Le Shindzuani (Comores) : Phonologie, morphologie, lexique » (1991). Homme de culture et chercheur confirmé, Mohamed Ahmed-Chamanga a rédigé de nombreux ouvrages et articles sur le shikomori et a transcrit plusieurs contes comoriens, tout en participant à des colloques internationaux; c'est aujourd'hui un spécialiste reconnu de la langue comorienne qu'il enseigne en France à l'Institut national des langues et civilisations orientales où il est chargé de cours, tout en maintenant une étroite collaboration avec le « Centre national de documentation et de recherche scientifique » (CNDRS, Moroni et Ouani), auprès duquel il est chercheur associé. Depuis la création de l'Université des Comores, Mohamed Ahmed-Chamanga se rend régulièrement dans son pays natal pour donner des cours dans cette institution nouvelle.